# Compagnie commerciali privilegiate
Le compagnie commerciali privilegiate furono delle associazioni di mercanti europei nate a partire dal XVI secolo per sviluppare il commercio con le nuove terre scoperte in Asia, Africa e America.
Tutte le compagnie commerciali erano "privilegiate" perché protette dai propri Stati, che assicuravano loro il monopolio dei commerci senza pretendere il pagamento delle tasse; lo Stato dava inoltre ampi poteri ai mercanti per l'amministrazione delle terre colonizzate.

## Storia
Nate agli inizi del XVII secolo, le più importanti compagnie commerciali privilegiate furono senz'altro la Compagnia britannica delle Indie orientali e la Compagnia olandese delle Indie orientali; importanti furono anche le compagnie commerciali aperte in Asia dai francesi, mentre la Spagna creò la Compañía Guipuzcoana de Caracas nel XVIII secolo.
Le compagnie commerciali scomparvero nel XIX secolo, quando, perso ogni privilegio, cedettero allo Stato i domini coloniali che avevano costituito.

## Elenco delle principali Compagnie
Segue un elenco delle principali compagnie commerciali privilegiate, divise per nazione fondativa e ordinate per anno di fondazione.

### Austriache
- Privilegiata Compagnia Orientale Imperiale (1719)
- Compagnia di Ostenda (1722)
- Compagnia austriaca delle Indie Orientali (1775)

### Britanniche
Inglesi
- Compagnia di Mosca (1555)
- Compagnia del Levante (1592)
- Compagnia britannica delle Indie orientali (1600)
- Compagnia della Virginia (1606)
- Compagnia reale africana (1660)
- Compagnia della Baia di Hudson (1670)

Scozzesi
- Compagnia di Scozia (1698)

Britanniche
- Compagnia del Mare del Sud (1711)

### Danesi
- Compagnia danese delle Indie orientali (1616)
- Compagnia danese delle Indie occidentali (1670)

### Francesi
- Compagnia dei Cento Associati (1627)
- Compagnia Francese delle Isole Americane (1635)
- Compagnia della Cina (1660)
- Compagnia francese delle Indie occidentali (1664)
- Compagnia francese delle Indie orientali (1664)
- Compagnia del Mississippi (1684)
- Compagnia Francese di Santo Domingo (1698)

### Neerlandesi
- Compagnia olandese delle Indie orientali (1602)
- Noordsche Compagnie (1614)
- Compagnia olandese delle Indie occidentali (1621)

### Portoghesi
- Compagnia portoghese delle Indie orientali (1633)

### Russe
- Compagnia russo-americana (1799)

### Spagnole
- Compañía Guipuzcoana de Caracas (1728)

### Svedesi
- Compagnia svedese delle Indie orientali (1731)

### Tedesche
- Compagnia brandeburghese dell'Africa (1682)
- Compagnia dell'Africa Orientale Tedesca (1884)